# Государственный переворот в Аргентине (1976)
Государственный переворот в Аргентине 1976 года — правый государственный переворот, свергнувший Исабель Перон 24 марта 1976 года с поста президента Аргентины. В результате переворота власть захватила военная хунта, которую возглавляли генерал Хорхе Рафаэль Видела, адмирал Эмилио Эдуардо Массера и бригадный генерал Орландо Рамон Агости. Военные объявили о начале «Процесса национальной реорганизации» и управляли страной до 1983 года.
В результате политических репрессий (так называемая «Грязная война»), начавшихся задолго до переворота 1976 года и значительно усилившихся после него, число «похищенных и пропавших» людей составило от 9 300 до 30 000 человек.
Несмотря на то, что военный переворот планировался с октября 1975 года, Госдепартаменту США стало известно об этих приготовлениях всего за 2 месяца до осуществления переворота[значимость факта?].

## Предыстория

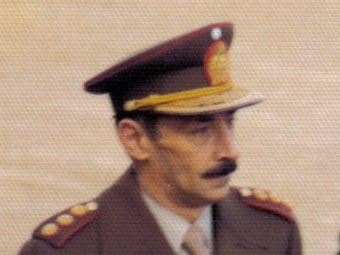
Организатор переворота — Хорхе Видела

Президент Аргентины Хуан Доминго Перон умер 1 июля 1974 года. Перона сменила его третья жена Мария Эстела Мартинес де Перон, прозванная «Исабелитой», которая на посту президента продемонстрировала свою неспособность контролировать стремительно ухудшающуюся политическую и социальную ситуацию в стране.
В 1975 году была организована так называемая операция «Независимость», направленная на уничтожение опорных пунктов партизан в джунглях провинции Тукуман. В том же году страна была разделена на пять военных зон, каждому командиру которой была предоставлена полная автономия в развязывании тщательно спланированной волны репрессий.
18 декабря 1975 года группа офицеров аргентинских ВВС во главе с Орландо Каппелльини предприняла попытку военного путча. Выступление не имело успеха, поскольку командование вооружённых сил посчитало его преждевременным. Однако к январю 1976 года стала ясна неотвратимость переворота в Аргентине. Военные лишь выжидали удобного момента, пользуясь поддержкой со стороны США и аргентинских элит.

## Ход переворота 24 марта 1976 года
Вскоре после 01:00 президент Исабель Перон была задержана и доставлена на вертолёте под охраной в резиденцию Эль-Мессидор. В 03:10 все теле- и радиостанции были взяты под контроль военных. Обычные передачи на них были прекращены и заменены на военный марш, после чего вышло первое официальное сообщение, в котором сообщалось о том, что власть в стране находится под контролем военных, также о необходимости строгого соблюдения гражданами требований военных, полиции и сил безопасности. Под обращением подписались генерал Хорхе Рафаэль Видела, адмирал Эмилио Эдуардо Массера и бригадный генерал Орландо Рамон Агости.
Вокруг официальной резиденции президента Каса-Росада было замечено скопление бронетранспортёров M113, джипы патрулировали все крупные города, какой-либо реакции со стороны населения в связи с известием о перевороте не последовало. Наступившее утро также прошло без каких-либо громких происшествий, но количество задержаний резко увеличивалось. Сотни рабочих, студентов, политических и профсоюзных активистов были задержаны и похищены из своих домов, мест работы или на улице.
24 марта в современной Аргентине отмечается как Национальный день памяти правды и закона (исп. Día Nacional de la Memoria por la Verdad y la Justicia) или День грустных воспоминаний о последней диктатуре в стране в 1976 году.